# Xenodon
Genre
Synonymes
- Lystrophis Cope, 1885
- Waglerophis Romano & Hoge, 1972
- Thalesius Yuki, 1993

Xenodon est un genre de serpents de la famille des Dipsadidae.

## Répartition
Les 12 espèces de ce genre se rencontrent au Mexique, en Amérique centrale et en Amérique du Sud.

## Liste des espèces
Selon The Reptile Database (12 mai 2016) :
- Xenodon dorbignyi (Bibron, 1854)
- Xenodon guentheri Boulenger, 1894
- Xenodon histricus (Jan, 1863)
- Xenodon matogrossensis (Scrocchi & Cruz, 1993)
- Xenodon merremii (Wagler, 1824)
- Xenodon nattereri (Steindachner, 1867)
- Xenodon neuwiedii Günther, 1863
- Xenodon pulcher (Jan, 1863)
- Xenodon rabdocephalus (Wied-Neuwied, 1824)
- Xenodon semicinctus (Duméril, Bibron & Duméril, 1854)
- Xenodon severus (Linnaeus, 1758)
- Xenodon werneri Eiselt, 1963

## Publications originales
- Boie, 1826 : Notice sur l'Erpétologie de l'île de Java. Bulletin des Sciences Naturelles et de Géologie, vol. 9, no 203, p. 233-240 (texte intégral).
- Yuki, 1993 : Realocacao generica de Xenodon werneri Eiselt, 1963 (Serpentes: Colubridae). Comunicações do Museu de Ciências e Tecnologia da PUCRS, Série Zoologia, Porto Alegre, no 50-54, p. 39-47.